# Далечен изток
Далечният изток е географско понятие, което включва държавите, намиращи се в Североизточна, Източна и Югоизточна Азия.

## Държави в Далечния изток
- Русия (източната част на тази страна вж. Далечен изток на Русия)
- Китай
- Тайван
- Япония
- КНДР
- Южна Корея
- Филипини
- Виетнам
- Камбоджа
- Малайзия
- Бирма
- Сингапур
- Тайланд
- Индонезия
- Лаос
- Бангладеш
- Бутан
- Източната част на Индия
- Монголия
- Непал
- Пакистан
- Шри Ланка
- Хонконг